# Partido Islámico del Turquestán en Siria
El  Partido Islámico del Turquestán en Siria (PIT; en árabe: الحزب الإسلامي التركستاني في سوريا‎,TIP en inglés; en turco: Türkistan İslam Partisi, en chino: 突厥斯坦伊斯兰党, en mandarín) es la rama siria del Partido Islámico del Turquestán, un grupo armado salafista yihadista uigur con presencia en la Guerra civil siria. El liderazgo central de la organización se encuentra en Afganistán y Pakistán, con presencia en su territorio de origen en China.

## Historia
El Partido Islámico del Turquestán envió la "Brigada de Turkestán" (Katibat Turkistani), también conocida como el Partido Islámico del Turquestán en Siria, a participar en la Guerra civil siria. Este grupo actuó notablemente en la ofensiva del noroeste de Siria (abril-junio de 2015). Según reportes de Long War Journal en 2015, el Partido Islámico de Turkestán, junto con otros combatientes extranjeros como militantes chechenos y uzbekos, tenía vínculos con la red de Al-Qaeda.
Las iglesias sirias han sido demolidas por los combatientes uigures del Partido Islámico de Turkestán, que se exaltaron en los actos de destrucción, y en los campos de batalla de Homs e Idlib, el Partido Islámico de Turkestán cooperó con las brigadas uzbekas y Jabhat al-Nusra, Jabhat al-Nusra e IS (ISIL ) compiten entre sí para reclutar combatientes uigures. En Jisr al-Shughur, la cruz de una iglesia tenía una bandera TIP colocada encima después del final de la batalla. El grupo uzbeko Katibat al-Tawhid wal Jihad (Tavhid va Jihod katibasi) publicó un video en el que aparecen ellos mismos y el Partido Islámico Uigur de Turkestán atacando y profanando iglesias cristianas en Jisr al-Shughur.
Los combatientes de Jabhat al Nusra y del Partido Islámico de Turkestán fueron acusados de desplazar a los residentes cristianos de la zona rural de Jisr al-Shughour y, según los informes, mataron a un cristiano sirio junto con su esposa, acusándolos de ser agentes del gobierno sirio.
La agencia de noticias saudita Al-Arabiya dijo que el área era alauita. El Partido Islámico de Turkestán ha explotado el Servicio Postal Turco y los bancos turcos para solicitar donaciones a través de la organización "Türkistan İslam Derneği" a través del sitio web "Doğu Türkistan Bülteni". El Partido Islámico de Turkistán ha explotado el Servicio Postal Turco y los bancos turcos para solicitar donaciones a través de la organización "Asociación Islámica de Turkistán" a través del sitio web "East Turkistan Bulletin".

### Uso de niños soldado
El Partido Islámico de Turquestán en Siria dirige campamentos de entrenamiento de niños para la Los niños soldados uigures instruidos en la sharia y entrenando con armas fueron representados en un video publicado por TIP.

### Ruta a Siria
Según la Fundación Jamestown, los combatientes uigures utilizaron las conexiones turcas para entrar en Siria y la humanitaria Asociación para la Educación y la Solidaridad de Turkestán del Este (ETESA), que se encuentra en Turquía, envió uigures a Siria, respaldó la muerte del imán pro-China Juma Tayir, aplaudió los ataques en China y publicó en su sitio web contenido del TIP.

Su máximo comandante Abu Omar al-Turkistani, quien también se desempeñó como el primer líder general del grupo, murió en un ataque con drones estadounidense en Sarmada, Idlib el 1 de enero de 2017. Su El líder de reemplazo Abu Rida al-Turkistani fue luego asesinado en una serie de ataques aéreos rusos en su casa cerca de la ciudad de Ariha el 12 de enero de 2017, dejando a toda su familia muerta también. Ibrahim Mansour sucedió a Abu Rida al-Turkistani como el tercer líder de la TIP desde entonces.